# Eucalyptus capitellata
Eucalyptus capitellata, conocido comúnmente como corteza fibrosa parda ("brown stringybark"), es un árbol nativo de Nueva Gales del Sur, Australia.

## Descripción
Crece como un árbol de hasta 25 metros de alto, con la corteza parda-rojiza, las hojas son verdes de 10–17 centímetros de largo, y las flores son blancas o cremosas y están agrupadas en inflorescencias de 7 a 13 flores.

## Taxonomía

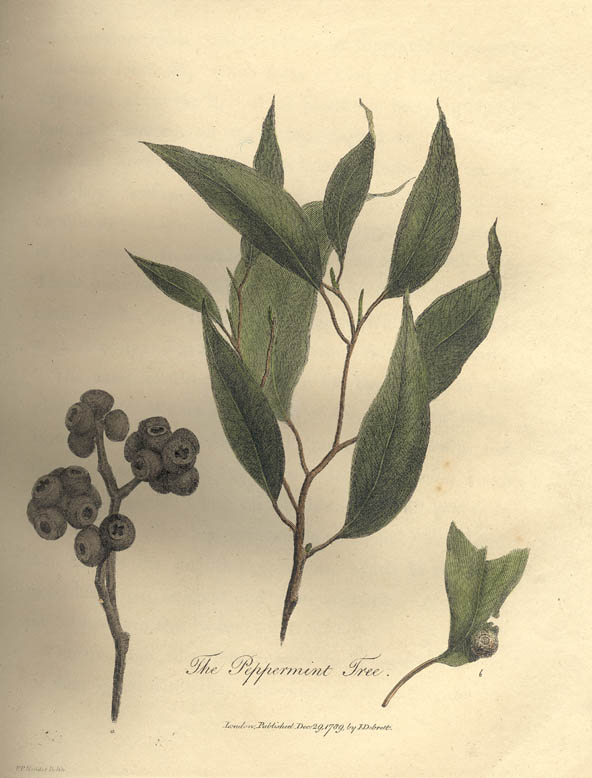
Aunque este grabado de John White muestra nominalmente a E. piperita, la imagen del extremo izquierdo muestra de hecho el fruto de E. capitellata.

Especímenes de E. capitellata recolectados por el cirujano de las expediciones británicas y naturalista John White. Una imagen del fruto de la especie fue publicada por James Edward Smith en 1790, pero incorrectamente atribuida a E. piperita. E. capitellata fue eventualmente publicada por Smith en 1793.
La taxonomía de la especie ha permanecido bastante clara. En 1790, George Bentham publicó una variedad putativa, E. capitellata var. latifolia, pero ahora es considerado un sinónimo de E. baxteri. Otro que el autónimo resultante E. capitellata var. capitellata, la especie por sí misma no tiene sinónimos taxonómicos , sin embargo E. prominula, ahora se considera un sinónimo de E. youmanii, fue atribuida a E. capitellata entre 1991 y 1999. Un híbrido de esta especie con E. piperita se piensa que es la base para el nombre E. pseudo-piperita.

## Distribución y hábitat
Es endémico de  Nueva Gales del Sur.

## Taxonomía
Eucalyptus capitellata fue descrita por James Edward Smith y publicado en A Specimen of the Botany of New Holland 4: 42. 1795.
Etimología
Eucalyptus: nombre genérico que proviene del griego antiguo: eû = "bien, justamente" y kalyptós = "cubierto, que recubre". En Eucalyptus L'Hér., los pétalos, soldados entre sí y a veces también con los sépalos, forman parte del opérculo, perfectamente ajustado al hipanto, que se desprende a la hora de la floración.
capitellata: epíteto latíno que significa "con pequeñas cabezas".
Sinonimia
- Eucalyptus triantha Link, Enum. Hort. Berol. Alt. 2: 30 (1822).
- Eucalyptus triantha var. carnea Domin, Biblioth. Bot. 89: 462 (1928).[7]